# Robert Butow
Robert Joseph Charles Butow (né le 19 mars 1924 et mort le 17 octobre 2017) est un professeur émérite d'histoire du Japon à l'Université de Washington à Seattle. Auteur de plusieurs ouvrages il fait autorité relativement au Japon durant la Seconde Guerre mondiale.
Robert Butow naît à San Mateo en Californie. Enfant, il déménage avec sa famille à Menlo Park toujours en Californie. Il fréquente ensuite le collège de l'Université Stanford où il est membre de l'armée de réserve et étudiant en langue japonaise. Lorsque son unité de l'armée de réserve est activée, il est sélectionné pour suivre les cours de langue japonaise de l'école militaire.
Butow sert dans l'United States Army durant les premiers mois de l'occupation du Japon en 1945 et 1946 et s’intéresse à l'histoire et à la culture japonaise. Après sa décharge comme sous-lieutenant, il retourne à Stanford.

## Publications
Sa thèse de doctorat sur la reddition du Japon (intitulée Japan's Decision to Surrender) est publiée par la suite comme son premier livre.
Son ouvrage suivant, Tojo and the Coming of the War, est une biographie de Hideki Tōjō, premier ministre du Japon durant l'essentiel de la Seconde Guerre mondiale.
Son troisième livre (The John Doe Associates: Backdoor Diplomacy for Peace, 1941) est consacré à un petit groupe d'Américains qui, sans autorisation diplomatique, ont tenté de promouvoir la paix avec le Japon avant 1941 avec pour seul résultat la détérioration des relations entre les deux pays.

## Source de la traduction
- (en) Cet article est partiellement ou en totalité issu de l’article de Wikipédia en anglais intitulé « Robert Butow » (voir la liste des auteurs).